# Ding-a-dong
Ding-a-dong – singiel niderlandzkiego zespołu Teach-In, wydany w 1975 i umieszczony na ich drugim albumie studyjnym, zatytułowanym Festival. Piosenkę napisali Dick Bakker, Will Luikinga i Eddy Ouwens.
26 lutego 1975 kompozycja wygrała finał Nationaal Songfestival, dzięki czemu reprezentowała Holandię w 20. Konkursie Piosenki Eurowizji w Sztokholmie. 22 marca zajęła pierwsze miejsce w konkursie po zdobyciu 152 punktów.
Piosenka została nagrana przez zespół również w językach: niderlandzkim i niemieckim.

## Lista utworów
| Singel 7″ 1. „Ding-a-dong” – 2:23 2. „Let Me In” – 3:17 Singel 7″ (Holandia) 1. „Ding-a-dong” – 2:23 2. „Ik heb geen geld voor de trein” – 2:32 Singel 7″ (Niemcy) 1. „Ding-a-dong” – 2:23 2. „Hey-Hello” – 2:33 Singel 7″ (Turcja) 1. „Ding-a-dong” – 2:23 2. „You And Me” – 2:35 | Singel 7″ (Grecja) 1. „Ding-a-dong” – 2:23 2. „I’m Alone” – 2:55 Singel 7″ (Belgia) 1. „Ding-a-dong” – 2:23 2. „The Circus Show” – 3:21 Singel CD 1. „Ding-a-dong” (English version) 2. „Ding-a-dong” (Dutch version) 3. „Ding-a-dong” (German version) 4. „Ding-a-dong” (Karaoke version) |

## Notowania na listach przebojów
| Lista (1975)              | Pozycja |
| ------------------------- | ------- |
| Belgia (Flandria)         | 2       |
| Holandia (Single Top 100) | 3       |
| Irlandia                  | 8       |
| Niemcy                    | 9       |
| Norwegia                  | 1       |
| Szwajcaria                | 1       |
| Wielka Brytania           | 13      |

## Covery
Piosenka doczekała się wielu wznowień i coverów. W 2002 swoją wersję utworu nagrał francuski girlsband Models i trafił z nim na 17. miejsce na liście przebojów we Francji oraz na 58. miejsce w Szwajcarii. W 2009 cover utworu wydał niemiecki zespół BeFour, trafiając na 61. miejsce krajowej listy przebojów.